# 宍戸睦郎
宍戸 睦郎（ししど むつお、1929年1月6日 - 2007年2月3日）は、日本の作曲家、洗足学園大学名誉教授。姪に歌手の松尾和子がいる。

## 人物
北海道旭川市出身。東京藝術大学で池内友次郎に師事。1954年からフランスのパリへ留学しパリ音楽院でジョリヴェやメシアンのクラスで勉強。1957年に卒業したが1961年まで現地に残る。1965年に「ピアノ協奏曲第1番｣で芸術祭奨励賞を受賞した。フランスの書法を取っているが日本的な力強さもある作風で、代表作に1966年にのピアノのためのトッカータがある。
1956年、ピアニストの田中希代子と結婚（1959年に離婚）。
1981年から洗足学園大学音楽学部・同学園短期大学音楽科で教鞭をとり、1995年から1999年まで大学音楽学部長・短大音楽科長を務めた。

## 作曲作品
- 『宍戸睦郎作品集』 - CDアルバム、フォンテック、66分。1998年9月25日。ASIN B00005EZZ1
  - 演奏: 東京交響楽団
  - 指揮: 秋山和慶
  - 作曲: 宍戸睦郎

収録曲:
1. 交響曲　Symphonie(1994)
2. 鍵盤のための組曲 Suite pour le Clavier pour Piano(1985)
3. 合唱組曲「奥鬼怒伝承」 Suite de choeurs "Okukinu Densho"(1985)

- 小交響曲（1950年）
- ピアノ組曲・ダンス（1957年）
- ピアノ協奏曲第1番（1960年）
- 交響曲（1960年、大日本印刷株式会社の委嘱作品）
- 第1カンタータ「唄」（1962年、谷川俊太郎の歌詞による）
- 第2カンタータ「山魚女奇譚」（1970年）
- ピアノ協奏曲第2番（1975年、ドレスデン・フィルハーモニー管弦楽団の委嘱作品）
- カンタータ「仙台賛歌」（1977年、仙台市委嘱作品）
- 第3カンタータ「藍の悲歌」（1981年）
- 三つの響きのための〈レクイエム〉（1983年）
- フルートとチェンバロのための音楽（1989年）
- 祝典序曲

### 校歌
- 越谷市立北中学校 作詞:勝承夫
- 越谷市立中央中学校 作詞:勝承夫
- 北海道札幌開成高等学校 作詞:谷川俊太郎
- 旭川市立北門中学校 作詞:入江好之
- 旭川市立六合中学校 作詞:入江好之
- 旭川市立新町小学校 作詞:坂本富貴雄
- 旭川市立青雲小学校 作詞:勝承夫
- 滝川市立開成中学校 作詞:入江好之
- 士別市立士別南中学校 作詞:入江好之
- 北海道美唄聖華高等学校 作詞:入江好之
- 釧路市立新陽小学校 作詞:入江好之
- 栃木県立鹿沼東高等学校 作詞:高内壮介
- 湧別町立上湧別中学校 作詞:谷沢宏平
- 旧富津市立湊小学校 作詞:村越利一郎